# Provincia di Lampa
La provincia di Lampa è una delle 13 province della regione di Puno nel Perù.

## Capoluogo e data di fondazione
Il capoluogo è Lampa.
È stata istituita il 21 giugno 1825.
Sindaco (alcalde): Ciriaco Isidro Díaz Arestegui(2007-2010)

## Superficie e popolazione
- 5991,73 km²
- 48 239 abitanti  (2005)

## Provincie confinanti
Confina a nord con la provincia di Melgar, a sud con la provincia di San Román, a est con la provincia di Azángaro e a ovest con la regione di Arequipa e con la regione di Cusco.

## Geografia antropica

### Suddivisioni amministrative
È divisa in dieci distretti:
- Lampa
- Cabanilla
- Calapuja
- Nicasio
- Ocuviri
- Palca
- Paratia
- Pucará
- Santa Lucía
- Vilavila